# Ivan Čačkovskyj
Ivan Čačkovskyj, též Jan Czaczkowski ( 27. března 1824 – 18. dubna 1909 Lvov), byl rakouský politik z Haliče, v 2. polovině 19. století poslanec Říšské rady.

## Biografie
Žil v obci Bohorodčany. Byl zde okresním hejtmanem.
V 60. letech byl zvolen na Haličský zemský sněm za obvod Bohorodčany-Solotvyn. Zemský sněm ho roku 1868 zvolil i do Říšské rady. 17. října 1868 složil slib. Na mandát v Říšské radě rezignoval 31. března 1870 v rámci hromadných rezignací haličských poslanců.
Zemřel v dubnu 1909.